# Vrabač
Vrabač – wieś w Chorwacji, w żupanii splicko-dalmatyńskiej, w mieście Trilj. W 2011 roku liczyła 218 mieszkańców.